# キャンディーズ
キャンディーズ（Candies）は、1970年代に活躍した日本の女性3人組のアイドルグループ・コメディエンヌである。所属事務所は渡辺プロダクション。多くの楽曲は、当時渡辺音楽出版の社員だった松崎澄夫のプロデュースによるものであった。

## メンバー
- 伊藤蘭（愛称はラン、1955年（昭和30年）1月13日（70歳） - ）立ち位置は真ん中、メンバーカラーは赤。
- 藤村美樹（愛称はミキ、1956年（昭和31年）1月15日（69歳） - ）立ち位置は左、メンバーカラーは黄。
- 田中好子（愛称はスー、1956年（昭和31年）4月8日 - 2011年（平成23年）4月21日（55歳没）立ち位置は右、メンバーカラーは青。

## 略歴

### デビュー当時
キャンディーズのメンバーは、3人とも東京音楽学院のスクールメイツ出身。最終選抜で3人が選ばれたが、当時のスクールメイツには3人以外に太田裕美やザ・ヴィーナスのボーカルであったコニーがいた。
1972年（昭和47年）4月に、NHKの新番組『歌謡グランドショー』のマスコットガールとして3人揃って抜擢され、番組プロデューサーから「食べてしまいたいほどかわいい女の子たち」を意味して「キャンディーズ」と名付けられた。
3人ともスクールメイツの中でも特に目立つ存在ではなく、『歌謡グランドショー』でもマスコットガール兼アシスタント（椅子・マイク運び・代理音合わせ）にすぎず、歌手デビューの予定はなかった。しかし、『歌謡グランドショー』に出てしばらくたったころ、東京音楽学院をたまたま訪れた松崎澄夫が、教室に入ってきたキャンディーズの3人を見て「かわいい子がいる」と目を留めた。松崎が担当者にレコードデビューの有無を聞くと、「まだです」との返事があったので、松崎はそのままキャンディーズの歌手デビューを決定した。メンバーの愛称は親しみやすく呼びやすいカタカナ表記で「ラン」「スー」「ミキ」とした。
1973年（昭和48年）9月1日に「あなたに夢中」で歌手デビュー。レコードデビュー前から人気バラエティ番組『8時だョ!全員集合』にもレギュラー出演しておりグループ名は知られていたが、楽曲に関してはしばらくはヒットに恵まれなかった。デビュー当時のメインボーカルは、3人の内で最年少ながら最も歌唱力が高かったスーが起用されていた。

### 人気歌手へ
当時のマネージャーである諸岡義明は、キャンディーズをスターダムに押し上げるためにはどのようなアプローチをしたらよいか試行錯誤し、ファン層にも着目した。メンバー3人のなかで、ランのファンは、スー、ミキのファンよりも男性の比率が高く、年齢も幅広いことに気づいた。少し色っぽい憧れのお姉さん的な雰囲気をランは醸しており、それが男子学生らを中心に支持を得ていることを確信した諸岡は、1975年（昭和50年）に5枚目のシングル「年下の男の子」をリリースするにあたり、ランをセンターに据えてメインボーカルを取らせる決断をする。この予見は見事に当たり、同曲はオリコンにおいて9位を獲得、念願だった初のベストテン入りを果たす。この大ヒットが起爆剤となり、キャンディーズのファンクラブ会員数は激増した。とりわけ大学生の熱心なファンが堂々とファンであることを公言し、親衛隊を名乗り結成する者たちもいた（のちに「全国キャンディーズ連盟に加入したファンも多くいる）。
翌1976年（昭和51年）発売の「春一番」は、オリコンで当時最高の週間3位を獲得。その後1977年（昭和52年）にも「やさしい悪魔」「暑中お見舞い申し上げます」など、シングル曲が立て続けにヒットする。それ以降のシングルでは、ミキがセンターでメインボーカルを務めた「わな」以外、全てランがセンターポジションであった。人気歌手グループとなってからも、『8時だョ!全員集合』や『みごろ!たべごろ!笑いごろ!』などのバラエティ番組への出演は続け、以前と変わらずにコントもこなす親しみやすさで、幅広い人気を獲得した。3人のスタイルの良さも注目され、髪型やメイクを真似る女性ファンも多かった。特にランのヘアスタイルは「蘭ちゃんカット」と呼ばれ、支持された。
キャンディーズのデビューから3年、1976年のデビュー直後から社会現象的に爆発的な人気を博したピンク・レディーとは、同じ女性アイドルグループとして比較されることが多かった。それゆえ、一部では両者をライバルとして見る向きもあったが、当人たちはライバルというより同じ時代を生きる戦友のようなイメージをもっていたようで、スーとピンク・レディーのケイこと増田惠子はとても仲がよかった。セールスの勢いは7枚連続1位、5枚連続ミリオンセラーなどで、怪物とまで呼ばれたピンク・レディーには及ばなかったものの、大手プロダクション所属の強みもあって、バラエティーへの対応力など、活動の柔軟性、多彩さではリード、中高生や大学生を中心とするファン層の熱心さもあって、両グループは対照的なかたちで70年代末のアイドルシーンを牽引した。

### 人気絶頂時の解散
1977年の夏、人気絶頂となりつつあったキャンディーズは、突如解散を発表する。同年7月17日、日比谷野外音楽堂のコンサートのエンディングで、ランが大勢の観客に向かって「皆さん、今日は本当に、どうもありがとう」と感謝を述べた後、ミキ、スーと寄り添いつつ号泣した。3人は涙を流し続けながら、ランが「私たち、皆さんに、謝らなければならないことがあります」、ミキが「ごめんなさい」、スーが「許してください」と、それぞれファンに対して謝罪する。それからランが「私たち、今度の9月で解散します」と突然の解散を宣言。その時に、ランが泣き叫びながら発言した「普通の女の子に戻りたい!!」は非常に有名になり、当時の流行語にもなっている。
翌日の7月18日午後、キャンディーズは銀座メイツにおいて緊急記者会見を行い、また同日夜にはフジテレビ系列『夜のヒットスタジオ』へ生出演の際、改めて陳謝する。当初3人は、2か月後の同年9月末限りで解散する意思を固めていたものの、事前に渡辺プロの正式な了承を得ずに発表したこともあり、渡辺プロからの説得と話し合いの末、解散はその後約半年間先送りされることになった。
上記の「普通の女の子に戻りたい」発言を含めて、当時の人気アイドルがほぼ独断で解散を口にしたことは世間に衝撃を与えた。この電撃的な解散発表からキャンディーズの人気は沸騰し、ラストシングルの「微笑がえし」では、最初で最後のオリコン1位を獲得する。それまでのシングルが1位を獲得したことがなかったため、ファンをはじめ関係者が解散までには1位を獲得させたいとする支援の後押しがあった（後述）。キャンディーズは解散によって、さらに人気を盛り上げたといえる。また、キャンディーズのバックバンド・MMPでギタリストを務めた西慎嗣は、次のように回想している。「キャンディーズのコンサートは、解散宣言後から雰囲気が大きく変わったのを感じました。1978年3月18日の福岡のステージを皮切りに全国を縦断した『ありがとうカーニバル』では、幕が開いた瞬間から“解散当日に向けて彼女たちを最高の状態で送り出す”というファンの熱意が伝わってきました」。
1978年（昭和53年）4月4日、後楽園球場に当時空前であった5万5千人を集め、マスコミが「歌謡界史上最大のショー」と呼び、日本でも『ザ・ピーナッツ さよなら公演』以来2例目となるお別れコンサート（『ファイナルカーニバル』）が行われ、4年半の活動に終止符を打った。センター寄りの観客席からはセカンドベース後方に設置された舞台の様子が見えず、26インチほどの街頭テレビが幾台か設置され、観客はそれを見つつ公演を堪能した。なお、このキャンディーズによる後楽園球場でのコンサートは、女性歌手（グループ）初のスタジアムコンサートとなった。
この模様は収録され、3日後の4月7日にTBSテレビ系列により全国に録画でテレビ放送され、平均視聴率32.3%（関東地区）という、単独アーティストによる音楽番組としては歴代1位の高視聴率を獲得している。コンサートの最後に歌われた「つばさ」の曲中にあるセリフパートの最後で3人が叫んだ「本当に、私たちは、幸せでした!!」の口上も有名。この曲は先に解散を知った全国キャンディーズ連盟の有志が作った「3つのキャンディー」という歌への返歌としてランが作詞したものである。歌う前にランが「やはりこの歌を歌いたい」と言ったのはそのためである。
なお、解散直後もTBSテレビ『ザ・ベストテン』内では「微笑がえし」が引き続きランクインしたため、慰労会を兼ねたスタッフとの日本国外でのバカンス中に、電話ではあるがテレビ出演をしたことがある。

### 解散後
解散後は一度も再結成を行わなかった。ただし、プライベートではときどき3人で集まっていたという。
- ランは、1980年（昭和55年）に芸能界へ復帰。俳優・歌手の水谷豊と1989年（平成元年）に結婚し、1児の母となる（なお、実娘で女優の趣里は2人の長女である）。復活後は主に女優として活動。さらに2019年（令和元年）にはアルバム『My Bouquet』をリリースし、キャンディーズ解散以来41年を経てソロ歌手としてデビュー。以降シングル曲、アルバム、DVDなどを発売し、ソロコンサートも開催している。2023年（令和5年）の第74回NHK紅白歌合戦に46年ぶりに出場し、キャンディーズ時代の3曲（「年下の男の子」「ハートのエースが出てこない」「春一番」）を披露した[9]。会場には150人超のファンが集まりコールや紙テープ投げも行われた[10][9]。
- スーは、1980年に復帰後、主に女優として活動。その間、一時ソロ歌手として、音楽活動も行いシングル「カボシャール」などをリリース。1991年（平成3年）に結婚（夫は夏目雅子の兄）。子供はなかった。2011年（平成23年）4月21日に乳がんのため55歳で死去、最期はランとミキの2人に看取られながら息を引き取ったという。
- ミキは、1983年（昭和58年）にソロ歌手として期間限定で復帰、カネボウ春のキャンペーンソング「夢・恋・人」（シングル、アルバムともに同名）を発表。同年2月10日にTBSテレビ『ザ・ベストテン』の「今週のスポットライト」に出演。3月14日には日本テレビ『ザ・トップテン』の今週の話題曲のコーナーに出演、4月4日に10位にランクインした。1983年に実業家と結婚したことを機に芸能界を引退、3児の母となる（女優の尾身美詞は実娘である）。芸能界引退後は表舞台に出ていなかったが、2011年4月にスーの葬儀に出席、28年ぶりに公の場へ姿を現した。

## 年表
- 1972年（昭和47年）4月：NHK『歌謡グランドショー』のマスコットガール兼アシスタント（椅子・マイク運び・代理音合わせ）として「キャンディーズ」誕生。
- 1972年（昭和47年）12月31日：『第23回NHK紅白歌合戦』の冒頭で、多数のスクールメイツメンバーとは別の色の衣装を着て舞台中央で踊る[11]。また橋幸夫が歌唱した『子連れ狼』でバックコーラスを務めた（出場歴に数えず）。出場者入場時に画面に流れたテロップに、「スクールメイツ」とならんで「キャンディーズ」とクレジットされていた。
- 1973年（昭和48年）4月7日：TBS『8時だョ!全員集合』のアシスタントとしてレギュラー出演。
- 1973年9月1日：「あなたに夢中」でレコードデビュー（当時のメインボーカル・センター位置はスー（田中好子）が担当）。
- 1974年（昭和49年）3月：ヒロシマナタリーでCM初出演[12]。
- 1974年（昭和49年）3月17日：代々木・山野ホールで初コンサート（800人）。
- 1975年（昭和50年）2月21日：シングル「年下の男の子」リリース・初の大ヒットでオリコン9位を記録（メインボーカル・センター位置を同曲以降スー（田中好子）からラン（伊藤蘭）に交代）。
- 1975年10月19日：『キャンディーズ10000人カーニバル』開催（蔵前国技館 / 8600人）。
- 1975年12月31日：「年下の男の子」で第26回NHK紅白歌合戦初出場。
- 1976年（昭和51年）3月1日：シングル「春一番」リリース・オリコン3位を記録
- 1976年10月11日：『キャンディーズ10000人カーニバル Vol.2』開催（蔵前国技館 / 13500人）。
- 1976年12月31日：「春一番」で『第27回NHK紅白歌合戦』出場（通算2回目）。
- 1977年（昭和52年）7月17日：日比谷野外音楽堂でコンサート中、突然の解散宣言。
- 1977年11月26日：NHK『男たちの旅路 第3部 墓場の島』で歌手役でゲスト出演する。
- 1977年12月5日：シングル「わな」リリース（メインボーカル・センター位置はミキ（藤村美樹）が同曲唯一の担当）
- 1977年12月31日：「やさしい悪魔」で『第28回NHK紅白歌合戦』に出場（通算3回目、最後の紅白出演）。
- 1978年（昭和53年）2月25日：シングル「微笑がえし」リリース・初のオリコン1位を達成（3月12日付）。
- 1978年4月4日：『ファイナルカーニバル』（後楽園球場 / 55000人）をもって解散。
- 2008年（平成20年）4月4日：後楽園球場跡地に建つJCB HALLにて『全国キャンディーズ連盟2008大同窓会』開催（参加者2000名）。
- 2008年9月3日：20枚組ボックスアルバム『キャンディーズ・タイムカプセル』リリース（未発表曲「霧のわかれ」、「やさしい悪魔」の通称“木魚版”を収録）。
- 2011年（平成23年）4月21日：田中好子が乳癌により死去。
- 2015年（平成27年）11月4日：キャンディーズの伝説的コンサートである『ファイナルカーニバル』をほぼ完全収録した「キャンディーズ メモリーズ FOR FREEDOM」が、Sony Musicから5枚組で限定販売された。オリコン音楽DVD週間チャートで初登場第1位を獲得した（CDジャーナル）。
- 2016年（平成28年）3月18日：「キャンディーズ メモリーズ FOR FREEDOM」のDVD発売を記念して、東京・赤坂BLITZにてフィルムコンサートが実施された。
- 2018年（平成30年）4月4日：解散40周年を記念して、ファン主催による「キャンディーズ・フォーエバー 〜伝説から40年〜 ファン・全員集合！」が旧後楽園球場にほど近い水道橋WORDSにて行われた。イベントは寄付金でまかなわれ、「キャンディーズ メモリーズ FOR FREEDOM」のフィルムコンサートが無料で開催された（読売新聞2018年4月5日）。

## ディスコグラフィ

### シングル
- 全てCBS・ソニーからリリース。

| 枚 | 発売日         | タイトル                   | 最高順位 | 規格品番 | 初出アルバム                              |
| -- | -------------- | -------------------------- | -------- | -------- | ----------------------------------------- |
| 1  | 1973年9月1日   | あなたに夢中               | 36       | SOLB-64  | あなたに夢中〜内気なキャンディーズ〜      |
| 2  | 1974年1月21日  | そよ風のくちづけ           | 39       | SOLB-96  | 危い土曜日〜キャンディーズの世界〜        |
| 3  | 1974年4月21日  | 危い土曜日                 | 46       | SOLB-131 | 危い土曜日〜キャンディーズの世界〜        |
| 4  | 1974年9月1日   | なみだの季節               | 40       | SOLB-179 | なみだの季節                              |
| 5  | 1975年2月21日  | 年下の男の子               | 9        | SOLB-220 | 年下の男の子                              |
| 6  | 1975年6月1日   | 内気なあいつ               | 18       | SOLB-274 | N/A                                       |
| 7  | 1975年9月1日   | その気にさせないで         | 17       | SOLB-310 | その気にさせないで                        |
| 8  | 1975年12月5日  | ハートのエースが出てこない | 11       | SOLB-348 | 春一番                                    |
| 9  | 1976年3月1日   | 春一番                     | 3        | SOLB-388 | 春一番                                    |
| 10 | 1976年5月31日  | 夏が来た!                  | 5        | 06SH-12  | 夏が来た!                                 |
| 11 | 1976年9月1日   | ハート泥棒                 | 17       | 06SH-54  | N/A                                       |
| 12 | 1976年11月21日 | 哀愁のシンフォニー         | 12       | 06SH-92  | キャンディーズ 1 1/2〜やさしい悪魔〜      |
| 13 | 1977年3月1日   | やさしい悪魔               | 4        | 06SH-128 | キャンディーズ 1 1/2〜やさしい悪魔〜      |
| 14 | 1977年6月21日  | 暑中お見舞い申し上げます   | 5        | 06SH-163 | キャンディ・レーベル                      |
| 15 | 1977年9月21日  | アン・ドゥ・トロワ         | 7        | 06SH-204 | CANDIES 1676 DAYS〜キャンディーズ1676日〜 |
| 16 | 1977年12月5日  | わな                       | 3        | 06SH-245 | CANDIES FINAL CARNIVAL Plus One           |
| 17 | 1978年2月25日  | 微笑がえし                 | 1        | 06SH-263 | CANDIES FINAL CARNIVAL Plus One           |
| 18 | 1978年11月21日 | つばさ                     | 16       | 06SH-416 | CANDIES 1676 DAYS〜キャンディーズ1676日〜 |

### スタジオ・アルバム
| 発売順 | タイトル                                  | 発売日         | 曲数 | 備考                                                 |
| ------ | ----------------------------------------- | -------------- | ---- | ---------------------------------------------------- |
| 1      | あなたに夢中〜内気なキャンディーズ〜      | 1973年12月05日 | 12   |                                                      |
| 2      | 危い土曜日〜キャンディーズの世界〜        | 1974年06月21日 | 12   |                                                      |
| 3      | なみだの季節                              | 1974年12月10日 | 12   |                                                      |
| 4      | 年下の男の子                              | 1975年04月21日 | 12   | 初の全曲オリジナル・アルバム                         |
| 5      | その気にさせないで                        | 1975年10月01日 | 12   |                                                      |
| 6      | 春一番                                    | 1976年04月01日 | 12   |                                                      |
| 7      | 夏が来た!                                 | 1976年07月21日 | 12   | ムーンライダーズが参加                               |
| 8      | キャンディーズ1+1⁄2〜やさしい悪魔〜       | 1977年04月21日 | 18   | 2枚組（うち1枚の片面には3人のサインを刻印）          |
| 9      | Candy Label                               | 1977年09月01日 | 16   | 変則2枚組（30cm盤1枚＋17cm盤1枚）                    |
| 10     | CANDIES 1676 DAYS〜キャンディーズ1676日〜 | 1977年12月05日 | 58   | 5枚組（ベスト盤3枚+洋楽カバー1枚+未発表曲・新曲1枚） |
| 11     | 早春譜                                    | 1978年03月21日 | 20   | 2枚組                                                |

### ライブ・アルバム
| 発売順 | タイトル                                                 | 発売日         | 曲数 | 備考 |
| ------ | -------------------------------------------------------- | -------------- | ---- | --- |
| 1      | キャンディーズ10,000人カーニバル                         | 1975年12月21日 | 10   | 同年10月19日 蔵前国技館実況録音 |
| 2      | 蔵前国技館10,000人カーニバルVol.2 キャンディーズ・ライブ | 1976年12月05日 | 18   | 同年10月11日 蔵前国技館実況録音 |
| 3      | キャンディーズ ファイナルカーニバル プラス・ワン         | 1978年05月21日 | 39   | 同年4月4日 後楽園球場実況録音、3枚組（うちスタジオ録音1枚） オリコン1位獲得 1985年3月21日に初CD化、CD化されたキャンディーズのアルバム中最古の作品 |

### ベスト・アルバム（LPのみ）
| 発売順 | タイトル                                 | 発売日         | 曲数 | 備考 |
| ------ | ---------------------------------------- | -------------- | ---- | --- |
| 1      | キャンディーズ・ヒット全曲集 -1974年版-  | 1974年11月01日 | 12   | SQ4CH収録。既発ヴァージョンとヴォーカルが別テイクになっている                                           |
| 2      | キャンディーズ・デラックス               | 1975年06月01日 | 24   | 「年下の男の子」を含む2枚組                                                                             |
| 3      | キャンディーズ・ヒット全曲集 -1975年版-  | 1975年11月01日 | 12   | 「その気にさせないで」「内気なあいつ」収録                                                              |
| 4      | Best of Best キャンディーズのすべて      | 1976年06月01日 | 24   | 「春一番」「ハートのエースが出てこない」を含む2枚組第2弾                                                |
| 5      | キャンディーズ・ヒット全曲集 -1976年版-  | 1976年11月01日 | 12   | 「ハート泥棒」「夏が来た!」収録                                                                         |
| 6      | 決定盤 キャンディーズ                    | 1977年06月01日 | 30   | 「やさしい悪魔」「哀愁のシンフォニー」を含む2枚組第3弾                                                  |
| 7      | THE BEST / CANDIES' SHOP                 | 1977年11月01日 | 14   | 「アン・ドゥ・トㇿワ」「暑中お見舞い申し上げます」収録。 通常のジャケットの上にポスターがかぶさっている |
| 8      | THE BEST / 微笑がえし                    | 1978年06月01日 | 30   | 解散直後にリリースされた。2枚組第4弾                                                                    |
| 9      | THE BEST / キャンディーズ -1978年11月版- | 1978年11月01日 | 14   | |
| 10     | THE BEST / キャンディーズ -1979年版-     | 1979年06月01日 | 14   | |
| 11     | THE BEST / キャンディーズ -1980年版-     | 1980年11月01日 | 30   | 2枚組第5弾                                                                                              |
| 12     | THE BEST again / キャンディーズ          | 1981年11月01日 | 14   | |
| 13     | THE BEST / キャンディーズ -1982年版-     | 1982年11月01日 | 12   | |

### CD化されたベスト・アルバム
| 発売順 | タイトル                                                      | 発売日         | 曲数 | 備考 |
| ------ | ------------------------------------------------------------- | -------------- | ---- | --- |
| 1      | THE BEST again / キャンディーズ                               | 1983年11月05日 | 14   | CD化された最古のシングル・ベスト |
| 2      | キャンディーズ・ベスト・コレクション                          | 1985年04月01日 | 15   | 翌年5月21日に同一楽曲のまま、ジャケットとケースを変更して再発売                                                                                           |
| 3      | GOLDEN J-POP/THE BEST キャンディーズ                          | 1997年11月21日 | 38   | リリース時点で未CD化のスタジオ・アルバム収録曲やLIVE音源、シングルB面曲を初収録した高音質2枚組                                                            |
| 4      | 2000 BEST キャンディーズ                                      | 2000年06月21日 | 18   | シングルA面18曲収録 |
| 5      | DREAM PRICE 1000 キャンディーズ 年下の男の子                  | 2001年10月11日 | 6    | |
| 6      | DREAM PRICE 1000 キャンディーズ 春一番                        | 2001年10月11日 | 6    | |
| 7      | GOLDEN☆BEST キャンディーズ                                    | 2002年06月19日 | 38   | 2009年8月19日にはBlu-spec CD盤が完全生産限定でリリース |
| 8      | キャンディーズ・スーパー・ベスト                              | 2006年07月21日 | 16   | |
| 9      | キャンディーズ BEST OF BEST                                   | 2006年09月21日 | 12   | |
| 10     | キャンディーズ・ヒット全曲集 -1974年版-                       | 2008年09月03日 | 13   | 後述のCD-BOX『キャンディーズ・タイムカプセル』にてSACDでリマスターされて初CD化。 未発表曲「霧のわかれ」（「哀愁のシンフォニー」の初期ヴァージョン）を収録 |
| 11     | GOLDEN☆BEST キャンディーズ コンプリート・シングルコレクション | 2011年06月08日 | 18   | |
| 12     | キャンディーズ ヒット・コレクション                           | 2014年05月21日 | 17   | シングル曲を中心に全17曲収録 |
| 13     | ゴールデン☆アイドル キャンディーズ                            | 2015年04月4日  | 36   | シングルAB面全曲収録 |

### CD-BOX
| 発売順 | タイトル                                         | 発売日         | 曲数 | 備考 |
| ------ | ------------------------------------------------ | -------------- | ---- | --- |
| 1      | キャンディーズ・バイブル                         | 1994年05月01日 | 88   | 同作のリリース時点で未CD化のシングル曲・アルバム収録曲を初CD化した最初のCD-BOX。 デビュー20周年記念作品 |
| 2      | CANDIES HISTORY 〜Best Selection Box 1973-1978〜 | 1998年09月09日 |      | 第2回「10,000人カーニバル」の未発表LIVE音源、 未発表曲「暑中お見舞い申し上げます Part 2」（「暑中お見舞い〜」の別作曲ヴァージョン）などを収録。 デビュー25周年・解散20周年記念作品                                                                        |
| 3      | CANDIES PREMIUM 〜ALL SONGS CD BOX〜             | 2004年06月30日 |      | デビュー30周年記念作品 |
| 4      | キャンディーズ・タイムカプセル                   | 2008年09月03日 |      | スタジオ・アルバム10作、LIVE3作、『1676日』の新録盤を最新マスタリングし、 『ヒット全曲集（1974）』をSACDで初CD化。全作とも紙ジャケットで復刻。 未発表曲「霧のわかれ」を収録。デビュー35周年・解散30周年記念作品                                           |
| 5      | キャンディーズ伝説 CD-BOX                        | 2008年12月11日 | 96   | |
| 6      | Candies The Platinum Collection 50th Anniversary | 2023年9月1日   | 105  | デビュー50周年記念作品 Disc1：シングルA面コレクション＋α Disc2：シングルB面コレクション＋α Disc3：伊藤蘭 マイ・フェイバリット・コレクション Disc4：藤村美樹 マイ・フェイバリット・コレクション Disc5：伊藤蘭＆藤村美樹 アワ・フェイバリット・コレクション |

### スクール・メイツ時代の楽曲
1. 愛するハーモニー（英語版）（アナログシングル盤）（1972年）
  - 作詞：長恭子／作曲：R.Davis, R.Greenaway, R.Cock, W.M.Backer／編曲：森岡賢一郎
  - B面「夜明けの海へ」
  - ザ・ニュー・シーカーズ（英語版）のカバー。コカ・コーラCM曲。
2. ベスト・オブ・スクールメイツ〜若いってすばらしい（CDベストアルバム）　（2002年8月24日）
  - 上記二作のジャケット写真に、伊藤蘭・藤村美樹・田中好子・太田裕美が写っている。

### キャンディーズの曲のリミックス
- CANDIES BEATS（CANDY POP POSSE名義）（1989年）
  - 当時PSY・Sで活動していた松浦雅也が制作プロジェクトを主導したキャンディーズ楽曲のリミックス・アルバムである。
  - 大部分の楽曲はロンドンのリミキサーに依頼しており、ネリー・フーパー (当時はイギリスのR&B・ユニットであるソウル・II・ソウルに在籍)、屋敷豪太、J・ソウル・ケインなどが参加した（日本に居る松浦雅也自身もリミックスを行った）。
  - あくまでもCANDY POP POSSE名義の作品であり、キャンディーズ公式のディスコグラフィーには明記されていない。

### キャンディーズの曲をカバーした歌手
CDとして発表されたもののみ。
- C@n-dols（あなたに夢中、年下の男の子）
- THE ポッシボー（あなたに夢中、危い土曜日、そよ風のくちづけ）
- 横山智佐（あなたに夢中）
- ROLLY（あなたに夢中）
- ロリポップス（あなたに夢中、暑中お見舞い申し上げます）
- 栗林みえ（あなたのイエスタデイ）
- Unity Crew（危い土曜日、アン・ドゥ・トㇿワ、その気にさせないで、そよ風のくちづけ、年下の男の子、夏が来た！、ハートのエースが出てこない、春一番、微笑みがえし、やさしい悪魔）
- 歌姫楽団（危い土曜日）
- 富沢美智恵、水谷優子、林原めぐみ（危い土曜日[注釈 3]） - OVA『DELUXE ARIEL 接触編 THE BEGINNING』エンディングテーマ
- 吉田拓郎（アン・ドゥ・トㇿワ、やさしい悪魔） - 作曲者自身によるセルフカバー
- 梓みちよ（銀河系まで飛んで行け！）
- 中原理恵（銀河系まで飛んで行け！）
- ℃-ute（暑中お見舞い申し上げます）
- SweetS（暑中お見舞い申し上げます）
- TAK MATSUMOTO（その気にさせないで）
- クリマカーユ（年下の男の子）
- キャンディーマキアート from SUPER☆GiRLS（年下の男の子）
- すたーふらわー（年下の男の子）
- speena（年下の男の子）
- つじあやの（年下の男の子）
- 林寛子（年下の男の子）
- 原田知世（年下の男の子）
- INSPi（ハートのエースが出てこない）
- CHIEKO BEAUTY（ハートのエースが出てこない）
- いきものがかり（春一番）
- ウルフルズ（春一番）
- フランク永井（春一番）
- ゆず（春一番）
- 若旦那（春一番）
- 渡辺美里（春一番） - ミニアルバム『うたの木 seasons “春”』収録
- マキ凛花（微笑がえし） - DJ SASA with ISLAND LOVERS『ザ・ベストテンレゲエ』収録
- 小泉今日子（やさしい悪魔）
- 茉奈 佳奈（やさしい悪魔、ハートのエースが出てこない）
- 徳永英明（やさしい悪魔）
- Orange Caramel（やさしい悪魔）
- かないみか（春一番、アン・ドゥ・トㇿワ） - アダルトゲームおよびOVA『ハイスクールテラストーリー』主題歌
- The Nolans（年下の男の子、ハートのエースが出てこない、やさしい悪魔英語カバー）

## ビデオ・DVD
- キャンディーズ CANDIES FOREVER 後楽園球場ファイナルカーニバルライブ1978.4.4（CBS-SONY VIDEO／β：FBLA-1、VHS：FVLA-1、収録時間51分、各20000円、リニアトラック記録ステレオ）

※このビデオソフトが「キャンディーズ 後楽園球場ファイナルカーニバル」を日本国内で初めてビデオ化した商品。1982年発売。二重紙箱製、オールカラー16頁小冊子封入付属。
- CANDIES FOREVER (β / VHS / LD / DVD)
キャンディーズ・ファイナルカーニバル For Freedom / 1978年4月4日 後楽園球場

※ベータ版とVHS版は初期発売版と廉価版の二種が商品化され、廉価版の発売時にLDが同時発売され、後に同一マスターVTRからDVD化が成された。
- CANDIES TREASURE（4枚組DVD）
Disc1 / 1977年9月28日 砂防会館
Disc2 / 1977年11月20日 千葉県文化会館
Disc3 / 1978年2月9日 芝郵便貯金ホール
Disc4 / CANDIES HIT PARADE
- 歌の妖精（VHS / 第7巻） － 天地真理・太田裕美・キャンディーズ
- タイムトリッパー / キャンディーズメモリアル（徳間書店） - 付録DVDにキャンディーズ出演CM10本を収録
- キャンディーズ メモリーズ FOR FREEDOM（DVD）－　5枚組DVDボックス。ディスク1はレッツゴーヤング、ひるのプレゼント（ともにNHK）、ディスク2は夜のヒットスタジオ（フジテレビ）、キャンディーズ カーニバル Vol.2（1976年10月11日・蔵前国技館での公演で現存する24分間）、ディスク3には8時だョ！全員集合、歌のグランプリ、ザ・ベストテン（全てTBS）での楽曲を収録。ディスク4と5には、解散コンサート「キャンディーズ ファイナル・カーニバル For Freedom」を初めて全曲収録。2015年11月4日発売。

## 主な出演作品

### テレビドラマ
- 敬礼!さわやかさん 第12話「初春！花の五人娘」（1976年1月5日、NET→現・テレビ朝日）
- バケタン家族 第3話「㊙ギャー!恐怖の狼男あらわる!!」（1976年7月26日、NET→現・テレビ朝日）
- 男たちの旅路 第3部・第2話「墓場の島」（1977年11月26日、NHK総合） - 山田太一原作。根津甚八演じる主人公の人気歌手、戸部竜作が突然引退を決意。舞台上でマネージャーを出し抜き引退宣言をするかどうか最後まで迷うという内容のこのドラマの中で当時人気絶頂であったキャンディーズが出演。彼女らが歌う姿が数回はさまれる。

### バラエティ番組
- 8時だョ!全員集合[13]（1973年4月 - 1977年9月、TBS） - レギュラー
- 新・せんみつ湯原ドット30（1975年4月 - 1976年9月、TBS） - レギュラー
- みごろ!たべごろ!笑いごろ!!（1976年10月 - 1978年3月、NET→現・テレビ朝日） - レギュラー
- みごろ!ゴロゴロ!大放送!!（1978年4月 - 1979年3月、テレビ朝日）
- 3時にあいましょう 解散1年!!特写・キャンディーズ最近の素顔（1979年4月4日、TBS）

### 音楽番組
- 歌謡グランドショー（1972年4月 - 1973年3月、NHK総合） - レギュラー
- レッツゴーヤング（1976年4月 - 1977年10月、NHK総合） - レギュラー
- さよならキャンディーズ（1978年4月7日、TBS）※ファイナルカーニバルの中継録画

### ドキュメンタリー番組
- BSエンターテイメント わが愛しのキャンディーズ（2006年7月17日、NHK BS2）[14]
- ありがとうスーちゃん 永遠のキャンディーズ（2011年4月28日、TBS）※田中好子追悼番組
- 『名盤ドキュメント キャンディーズ「年下の男の子」～彼女たちのＪポップ革命』
　（2023年9月23日、NHK BS4K / 10月7日、NHK BSP）

### 映画
- ザ・ドリフターズの極楽はどこだ!!（1974年12月28日、松竹）
- ザ・ドリフターズのカモだ!!御用だ!!（1975年8月2日、松竹）
- 正義だ!味方だ!全員集合!!（1975年12月27日、松竹）

### ラジオ
- ヤングタウン東京（TBSラジオ） - レギュラー

※「8時だョ!全員集合」終了後にTBSホールへ移動するため、出番は23時ごろからであった。
- ヤング・パートナー ブラボー!キャンディーズ（1975年10月 - 1976年4月、文化放送） - レギュラー
- GO!GO!キャンディーズ（1976年6月 - 1978年4月、文化放送） - レギュラー
- キャンディーズ情報局（1976年7月2日-、日本短波放送） - レギュラー

### CM
- ヒロシマナタリー（1974年）※初CM[12][15]
- 旭化成工業（現・旭化成）「レオナ66」（1974年・75年）
- 伊勢半「キスミーシャインリップ」（1976年）
- バンダイ「キャンディーズ・ステージオンマイク」（1976年）、「キャンディーズ・フラッシュマイク」（1977年）
- ハウス食品工業（現・ハウス食品）「ククレカレー」（1976年・77年）、「ククレミートマーボ」（1977年）
- 森永製菓「チョコフレーク」（1976年）、「チョコスナックトリオ」（1976年）、「ラブチャット」（1976年）、「チョコぼうし」（1976年）、「チョコモナカ」（1977年）、「森のどんぐり」（1977年）
- 三洋電機「ブラックシャーシ」 / 「ズバコン」《カラーテレビ》（1975年・76年）、「ひえひえ」《エアコン》（1977年）
- 東京電気化学工業（現・TDK）「TDKカセットテープ『D』」（1977年）
- 郵政省（現・JP日本郵便）「暑中見舞い葉書」（後の通称「かもめ〜る」）（1977年）

### ミュージカル
- 青春の真中（1974年12月24日、東銀座・中央会館） - クリスマスコンサート『クリスマス・イヴの調べ 〜 白いコンサート』の第1部の中で披露された約30分のミニミュージカル
- 春一番 〜スタンバイOK（1976年3月29日 - 31日、日本劇場）
- ROCKY（1977年7月17日 - 8月31日、日比谷野外音楽堂・梅田コマ劇場・日本劇場・他） - コンサートツアー『サマージャック'77』の中でのミニミュージカル。ツアー最終日の1977年9月1日にはミュージカルの上演は無し

### NHK紅白歌合戦出場歴
（NHK総合・ラジオ第1）
| 年度   | 放送回 | 回 | 曲目         | 出演順 | 対戦相手       |
| ------ | ------ | -- | ------------ | ------ | -------------- |
| 1975年 | 第26回 | 初 | 年下の男の子 | 04/24  | ずうとるび     |
| 1976年 | 第27回 | 2  | 春一番       | 03/24  | フォーリーブス |
| 1977年 | 第28回 | 3  | やさしい悪魔 | 07/24  | 西城秀樹       |

注意点
- 出演順は「出演順/出場者数」で表す。

## エピソード

### キャラクター
- 全盛期当時、すでに大学生世代であったメンバーではあるが、週刊誌の対談などでは処女であることを強調していた。1960年代のアメリカで始まり、1970年代に日本にも伝播してきたフリーセックス（性別からの解放運動）に対するアンチテーゼだったという。
- 3人それぞれのイメージに関しては、作家の山口瞳が『週刊新潮』誌上で連載していたエッセイ「男性自身」において「私はスーちゃんを妻にし、ランちゃんを恋人にし、ミキちゃんを秘書にしたい」と評していた。松下治夫の著書には「ランは元気なタイプ、スーは甘えん坊なタイプ」と書かれていた。
- 各仕事によりかなり違ったキャラクターを見せていた。歌番組やゲスト出演では、お行儀のよい優等生的アイドルらしく、清潔感のあるハキハキした受け答えをすることが多かったが、ラジオ番組ではくだけた言葉遣いで、台本どおりとはいえ下ネタも口にするなどかなり弾けたキャラクターの一面を見せていた。バラエティ番組では体当たりでコントに徹するコメディエンヌぶりもいとわず発揮し、番組関係者からの評判がよかった。コンサートでは、客席に向かって「皆さん、ノってくださーい！」「楽しんでいますかー？」と、フレンドリーでありながら砕けすぎない丁寧な言葉をつかっている。これは下積み時代からの方針である。特にわざわざ会場まで足を運んでくれるファン（お客様）に対し、一期一会の気持ちで礼を尽くすよう教育され、本人たちも納得していたという。後楽園球場における『ファイナル・カーニバル』の後半のMCで少々くだけた口調になっていたシーンが唯一例外として挙げられる。最終公演も半ばを過ぎ、緊張が解けてリラックスしたためだという。
- 3人は公私ともに非常に仲がよい。仕事で常に一緒の行動が多いグループなどでは、宿泊先のホテルの部屋を別にしてもらい個人の時間を確保する向きが多いなか、キャンディーズの3人は一緒に過ごす環境を望んでいたという。ツアー中のホテルではツインルームにエクストラ・ベッドを入れてもらい、同じ部屋で寝ていたという。休日も一緒に過ごすことが多く、まれに連休が取れると、3人で旅行に出掛けた（3人に加え、友人も同行することがあった）。インタビューなどで「ケンカをしないのか?」「ずっと一緒でイラついたり、ストレスを感じることはないのか？」という質問に、ランは「2人の気持ちが分かりすぎるから」と答え、ミキは「感情的に姉妹以上になっている」と語っている。
- ランの夫の水谷豊が『うたばん』に出演した際、「現在でも年に数回は（キャンディーズのメンバー）3人で集まって、食事や会話をよくしている。ただし、3人揃って外出することは不可能だから、集合場所はいつも決まって水谷家」と話している。2011年に田中が乳癌を患い末期を迎えた際も、伊藤と藤村は病室に駆けつけ、最期を看取ったという[16]。

### 衣装
- 同じ事務所に所属していた双子のザ・ピーナッツから、着用した舞台衣装をプレゼントされたことがある。その際、同じデザインのものをもう1着作成し、3人分揃えてくれた。感激したキャンディーズはその衣装を身に着けてステージに立ったことが幾度もある。
- THE ALFEEの坂崎幸之助は『ファイナルカーニバル』の際、ミキの衣装の制作を手伝っていた。

### コンサート
- 当時のコンサートでは客席から多数の紙テープが投げられていた。ファンはキャンディーズが怪我を負わないように、あらかじめ紙テープの芯を抜いていたが、それでもステージ上に大量に蓄積された紙テープが足に絡まり、細かい切り傷が絶えなかったという。
- 『ファイナルカーニバル』の舞台となった後楽園球場には、当時大型モニターがなく、客席のほとんどからキャンディーズの3人は点状にしか見えなかったが、このライブはもともとキャンディーズの最後を目に焼き付けるというよりは、ファンも一体となって完全燃焼する趣旨が強く、まさに「カーニバル」の名にふさわしいものであった。また、同球場には天井がなかったため、場外でも歓声がはっきりと聞き取れた。
- 『ファイナルカーニバル』においては、入場できなかったファン数万人が、球場を取り囲み、球場内から漏れる音声を伝手に一緒に歓声をあげていた。当然こうなることは事前に予測できたため、主催者側はカーニバルのプログラムをあらかじめ警察に提出していた。ところが実際の進行が予定より大幅に押してしまったため、警察は主催者側にいくたびも予定時間内に終わらせるよう指示を出した。そのため、公演後半に予定していた楽曲「夏が来た！」は、現場での判断により、やむなくカットされてしまった。
- 解散までの期間に全国をコンサートツアーした（『ありがとうカーニバル』）。これはいわゆる解散記念興行であり、これはのちの山口百恵をはじめ、大物歌手やロックバンドの解散時に恒例のものになっていった（この形式での興行は1975年のザ・ピーナッツが最初といわれる。ザ・ピーナッツ さよなら公演を参照）。リリースするレコードも、刻々と迫る解散を視野に入れた内容になっていった（「わな」はその例である）。このとき、ずっとメインボーカルの機会がなかったミキに、1曲のみとはいえメインの座が与えられた。

### ファン
- 日本初の、全国組織型ファンクラブ「全国キャンディーズ連盟」（「全キャン連」）を持ったアイドルとしても知られる。デビューから数曲のあいだは『8時だョ!全員集合』などで新曲を披露してもほとんどメンバーの名前などを叫ぶコール（声援）がなかったが、「その気にさせないで」あたりからコールが激増した。
- 第102代・第103代内閣総理大臣の石破茂はキャンディーズの大ファンであり、ランがお気に入り（推し）だったことを公言しており、キャンディーズの曲を熱唱したことが報じられたことがある[17]。解散後女優に転向した田中が死去した際には「本当の同時代を生きた私たちの青春そのもの。大事な友達を亡くしたような思いだ」とコメントした[18]。

なお、1977年6月19日に行われた朝霧高原バスツアーの際に撮影された記念写真において、ミキの隣に若き日の石破が写っている、という話がネット上で語られているが、該当の写真に写っている人物は別人である、と石破本人が否定している当該記事の中で石破は「コンサートには行っていません。僕は陰からそっと見守るほうだった」と答えている。三人のフィギュアを何種類も所持している。
- 『ファイナルカーニバル』で見られた「男性の群集が号泣する」というシーンは、当時としてはショッキングな現象とみられている。1978年4月21日付『週刊朝日』では、解散コンサートの記事で「集団で、しかも人目をはばからずに泣くなんて、キミたち、どういう育ち方をしてきたんだい!?」とも記していた。
- 1980年12月27日、映画「男はつらいよ　寅次郎かもめ歌」（マドンナ役：伊藤蘭）と、「土佐の一本釣り」（主演：田中好子）が二本立てで封切りされた。上映館には往年のキャンディーズファンが多く来場し、話題になった。
- 1978年4月4日の『ファイナルカーニバル』から30年の時を経て、当時の代表的なファンであった全国キャンディーズ連盟の有志が、解散当時キャンディーズのマネージメントをしていた大里洋吉・現アミューズ相談役に協力を仰ぎ、2008年4月4日に『全国キャンディーズ連盟2008大同窓会』と銘打って、約2000名の参加者の下、記念の地である後楽園球場の跡地に同年3月オープンしたJCB HALLにてフィルムコンサートを開催した。その様子は、各マスコミにも取り上げられ話題となった。

- 俳優の佐野史郎も大ファンで、解散ライブ当日、劇団の稽古から帰る途中で球場から漏れ聞こえるライブの音を聞いていた。帰宅後、ラジオでライブ録音を聴いた。

### 歌謡界・事務所関連
- 松下治夫の著書『芸能王国 渡辺プロの真実』には、公式に渡辺プロが手がけた最初のアイドルはキャンディーズであると記されている。また前述のとおり初期のころの売出しにはNHKの『歌謡グランドショー』の協力も大きく貢献しているという。
- それまで日本の歌謡界では「3人組は当たらない」といわれていたが、それを覆した。また、センターポジションを曲によって入れ替えるということを、最初に行ったのもキャンディーズである。また、秋元康は田中の訃報に際し「キャンディーズがいなければおニャン子クラブやAKB48もなかった」とコメントしている。
- 同じスクールメイツに所属していた太田裕美も、キャンディーズのオーディションに参加していた。
- キャンディーズの妹分として結成されていたキャンディーズjrというグループがあったが（同じ事務所）、レコードデビュー時にトライアングルに改名した。キャンディーズファンから「違和感がある」という声が多かったため（あるいは敬意を表して）、「キャンディーズ」の名称を半ば永久欠番扱いとしたため、と諸説ある。
- 2012年、キャンディーズをプロデュースした酒井政利のプロデューサー活動50周年を記念し、平成のキャンディーズを発掘・プロデュースするプロジェクト"キャンディーズ・カーニバル"が企画され、酒井自らプロデュースを手がける“ニューキャンディーズ”メンバーを選抜するオーディションの決勝大会が同年11月18日に行われた[20]。キャンディーズ解散から35年となる2013年、ラスト・コンサートが行われた4月4日にC@n-dolsのグループ名でクラウンレコードかシングル曲「年下の男の子」をカバーしてデビュー。しかし、わずか8か月後の同年12月12日に活動を終了を報告した[21]。

### 他の作品への影響
- 1973年4月2日から1985年3月26日まで、朝日放送（現：朝日放送テレビ）で放映された公開恋愛バラエティ番組『プロポーズ大作戦』のオープニングクレジット映像のバックに流れたテーマ曲は、キャンディーズが歌う「ラッキーチャンスを逃がさないで」（サブタイトルは「プロポーズ大作戦のテーマ」）である。1978年にキャンディーズが解散してからも番組が終了するまで使用された。
- 1976年4月4日から同年9月26日までフジテレビで放送されたクイズ番組『クイズ!家族ドレミファ大賞』のオープニングテーマ曲は、キャンディーズが歌う「クイズ!家族ドレミファ大賞のテーマ」である。この曲は、1976年10月3日に番組が『クイズ・ドレミファドン!』にリニューアルすると、タイトルも「クイズ・ドレミファドンのテーマ」と改題し、歌手をアップルズ（後の「EVE」）に変更して引き続き使用、司会・高島忠夫のパートナーが石川ひとみに交代した後は、歌手が石川に変更され、1988年4月3日の最終回まで使用された。
- 1998年に放送されたフジテレビ系のテレビドラマ『ニュースの女』のサブタイトルは全てキャンディーズの楽曲のタイトルを使用している。
- 2007年に公開された映画『Little DJ〜小さな恋の物語』では、劇中「年下の男の子」が物語の重要なキーとなる楽曲として使用された（サウンドトラックCDにも収録されている）。また、シングルレコードも小道具として用いられた。
- 『ドラえもん』にキャンディーズそっくりのグループ「チョコレイツ」が登場している（てんとう虫コミックス25巻、1981年初出）。「新聞日づけ変更ポスト」でチョコレイツの解散コンサートを知ったのび太がスネ夫宅でテレビを見ると、前ページに小さく書かれた女性3人組および、「とつぜんですが・・・ここでみなさんにおしらせがあります」というコマでテレビの枠に3人がそろっているのが唯一の人物描写で、ついで「わたしたち解散します」「ファンの皆さんにはすまないと思いますけど、わたしたち決心したんです」というセリフが書かれている。
- 同年代のアニメ関係者は後に『魔法の天使クリィミーマミ』（1983年）の主人公・クリィミーマミの衣装をデザインする際、キャンディーズの衣装を参考にしたという（特に78年ごろの白のミニドレス）。
- 15thシングル「アン・ドゥ・トㇿワ」は、作曲者の吉田拓郎がセルフカバーしている。このカバー版では、曲の終わりに「さよなら、キャンディーズ」と歌っている。
- もとはしまさひでの漫画『微笑によろしく』（1979年 - 1980年、週刊少年マガジンに連載）はキャンディーズファンの男子高校生が大学合格を目指すという物語。
- スーキャット - 1980年に東京12チャンネル）で放送されたテレビアニメ。キャンディーズのメンバーの名前がついたキャラクターが登場している。
- しゅごキャラ! - 2006年から2010年に連載された漫画作品、およびそれを原作とするテレビアニメ作品。キャンディーズのメンバーの名前がついたキャラクターが登場している。

### 解散への軌跡
- メンバーが解散の意思を最初に伝えたのは、当時のマネージャーを務めていた大里洋吉である。1977年4月9日、京都国際会館でのコンサート終了後の食事の席でのことだったという。大里は自身の渡辺プロ退社がすでに決まっていたことと、周囲に与える衝撃が大きすぎるとの判断から「今の話は俺の胸にしまっておくから、これからのことはおいおい話し合おう」と言ってその場を収めた[22]。言葉通り、大里は渡辺プロを退社するまで他の誰にもメンバーが解散の意思を持っていることを知らせなかったという[23]。
- 日比谷野外音楽堂の解散宣言直後、メンバーの3人は改めて記者会見に臨み、およそ9か月後の1978年4月4日に正式に解散することを決めた。当初はファン、関係者とも賛否が分かれたが「キャンディーズの3人が解散を望んでいる以上、それを支持する」ことで意思統一が図られた。
- のちに、それは誰からともなく「最高の状態で解散する」ことへと気運が高まり（後述の穂口雄右の証言によれば、その5年も前からレッスンの場で「一番いいときに解散しようね」と誓いあっていたという）、そのためには今まで獲得していなかったオリコンチャート1位をとることが最終目標となった（それまでの最高位は「春一番」「わな」の3位）。このような状況下で、事実上のラスト・シングル「微笑がえし」の作詞を担当した阿木燿子は、キャンディーズの集大成となるように、それまでのA面タイトル（春一番、わな、やさしい悪魔、アン・ドゥ・トㇿワなど）を各歌詞の随所に散りばめた。
- 作曲を担当した穂口雄右はレコーディングの際、｢キャンディーズに敬意を表し、アイドルではなくミュージシャンとして処遇したい｣と提案し、スタッフもこれに同意した。この穂口案は、｢コーラスのパート譜を当日の、しかもレコーディングの時点で譜面台に用意する｣、すなわち初見でレコーディングを行うというものである。これほど厳しい条件にもかかわらず、譜面を手にした3人はミュージシャンとして難なくこれを歌いこなし、レコーディングはわずか3回のテイクで完了した。この一部始終を見ていた穂口は後年、以下のように懐古する。｢あの（「微笑がえし」）コーラスは絶品であった。デビュー当時、音程を掴むのに苦労していた3人がここまで成長した。そこにいた3人はアイドルではなく、まさにプロのミュージシャンだった。あまりの嬉しさに私（穂口）は、涙を拭くことも忘れて3人のコーラスに聴き入った。ふと周囲を見ると、周りのスタッフも全員が泣いていた[24]。
- 「微笑がえし」が発売されてからは、主に全キャン連をはじめ、多くのファンがラスト・シングルを1位にしようと、ラジオ番組や有線放送（現：USEN）にリクエストを送り、音楽ランキング番組にリクエストはがきを送った。一部のファンが1人2枚以上の購入を促す動きもあったというが、それを差し引いても「微笑がえし」は春の別れと旅立ちを切なくも清々しく描いた曲であり、一般層にも受け入れられる楽曲であった。解散直前の1978年3月12日、ついに念願のオリコンチャート1位を獲得した[25]。

## 主な共演者
- ザ・ドリフターズ
- 伊東四朗
- 小松政夫
- 西田敏行
- 鈴木ヒロミツ
- 大橋照子
- 吉田照美
- ばってん荒川
- アン・ルイス
- 加山雄三

## 主な関係者
穂口雄右
「春一番」「年下の男の子」「微笑がえし」等代表曲の作詞や作曲を担当した作曲家。元GSアウト・キャストのメンバー。16歳のときに、プロとしての活動を開始。その後日本大学芸術学部在学中に、作曲・編曲家の森岡賢一郎に抜擢され、19歳で最年少のスタジオミュージシャンとなり多くのレコーディングセッションに参加。23歳で作曲・編曲家に転向。アウト・キャストからの盟友だった松崎澄夫がプロデュースをしていたキャンディーズを偶然見かけてポテンシャルを感じた縁でプロジェクトに参加するようになる。
MMP（ミュージック・メイツ・プレイヤーズ）
キャンディーズ全盛期のライブを支えたバックバンド。リーダーはワイルドワンズでキーボード担当の「チャッピー」こと渡辺茂樹。のちの「スペクトラム」のメンバーも数多く在籍していた。また、ライブ以外でも事実上の冠番組であった「みごろ!たべごろ!笑いごろ!」でのキャンディーズ歌唱パートでも演奏を担当し、解散直前にはその他の音楽番組でも帯同していた。
当初は「ロックンロールサーカス」の名前で、伊丹幸雄のバックバンドを務めていたが、あいざき進也のバックを務める際に「ビート・オブ・パワー」と名前を変え、その後編成を変えMMPとなった。大里マネージャーの意向により1975年8月の日劇ウエスタンカーニバルや10月の蔵前1万人カーニバルで一部サポートに起用される。ホーンセクションをフィーチャーしたロックバンドであるMMPは、当時流行していたソウルミュージックのカバーに力を発揮。またオリジナル曲においてもフルバンドでは生み出せないノリをもたらした。ライブにおける、MMPオリジナル曲「SUPER CANDIES」で客席を煽り、「ハートのエースが出てこない」でキャンディーズが登場するメドレーは名物のひとつとなった。
1977年、キャンディーズ解散前にホーンセクションが「ホーンスペクトラム」として独立（ライブのサポートは解散まで継続）。バンド自体はキャンディーズ解散後にシングル「悲しき願い」を発売するなどの活動もあったが、ほどなくして解散。のちにリズムセクションの一部とホーンスペクラムの主要メンバーが合流して「スペクトラム」を結成した。
《MMPおよびそのメンバーによる楽曲》「SUPER CANDIES」「ダンシィング・ジャンピング・ラブ」「さよならのないカーニバル」「つばさ」等
諸岡義明
当時渡辺プロダクション社員、現在はワタナベエンターテインメント顧問。
ザ・ピーナッツ担当後、1973年より初代キャンディーズ担当マネージャーに就任。前述のランのセンター指名など、キャンディーズを大ヒットアイドルに育てた。常に3人と行動を共にし、的確に指導を行っていた。また諸岡以下のキャンディーズを支えた裏方達は「花の諸岡班」ともいわれていた。マネージャー交代時には伊藤はあまりのショックに相当落ち込んでいたといわれている。
大里洋吉
当時渡辺プロダクション社員、現アミューズ代表取締役会長。
1975年夏より1977年6月に渡辺プロを退社するまで約2年間、2代目キャンディーズ担当マネージャーを務めた。渡辺プロ退社後にアミューズを設立するも、解散時には契約プロデューサーとしてキャンディーズに協力していた。後にサザンオールスターズなどをスターに育て上げた。2008年4月には『全国キャンディーズ連盟2008大同窓会』（ビデオコンサート）のプロデュース（演出・構成）を担当。
上述の通り、キャンディーズが解散を決意したとき、所属事務所の関係者は誰一人その事実を知らないなかで、唯一メンバーから相談・報告された人物。その当時、ショービジネスの研究のため渡米していた。大里は事務所のトップの地位にいた渡辺晋・美佐夫妻にキャンディーズのメンバーが直接話ができるように何度もステージの視察を依頼したがついに実現に至らず、「せめて、一度でもキャンディーズと私を食事に誘い、話を聞いてくれていたら流れは変わっていただろう」とのちに語っている。
吉野金次
キャンディーズの、特に穂口期における歌謡曲離れした洋楽的なサウンドを支えたフリーのレコーディングエンジニアで、穂口いわく「キャンディーズが時代を超えたもうひとつの秘密兵器」。
「年下の男の子」ではミキシング前の締め切り寸前の早朝にランを呼んでヴォーカルの1箇所残された不満のある部分を録り直させるという判断を下し、キャンディーズ初の大ヒットに繋げている。
若松宗雄
CBS・ソニーのディレクターとして「春一番」から「アン・ドゥ・トロワ」までの制作に携わる。営業畑にいた若松にとって企画制作2部に異動後初めてディレクターとして担当したのがキャンディーズであった。若松はニューミュージックとの融合を構想し、吉田拓郎を作曲に起用するなど当時として斬新な手法を取り入れた。また「やさしい悪魔」の冒頭に収録された靴音は若松の履いていたブーツの音であったという。
若松は1978年に新設された企画制作6部のプロデューサーに転出、その後松田聖子を発掘し1980年代を代表するアイドルに育て上げるが、聖子のプロデュースにおいてもキャンディーズで培ったニューミュージックとの融合を展開し、数々のヒット曲を世に送り出した。
全国キャンディーズ連盟
キャンディーズをサポートしていたファンの団体。アイドルのファン団体としては稀代な組織力を誇り、キャンディーズをバックアップしていた。一部のメンバーは解散後も2009年4月4日に「日本キャンディーズ協会」を発足させている。